# Polystichum scopulinum
Polystichum scopulinum là một loài thực vật có mạch trong họ Dryopteridaceae. Loài này được (D.C. Eaton) Maxon miêu tả khoa học đầu tiên năm 1900.

## Hình ảnh

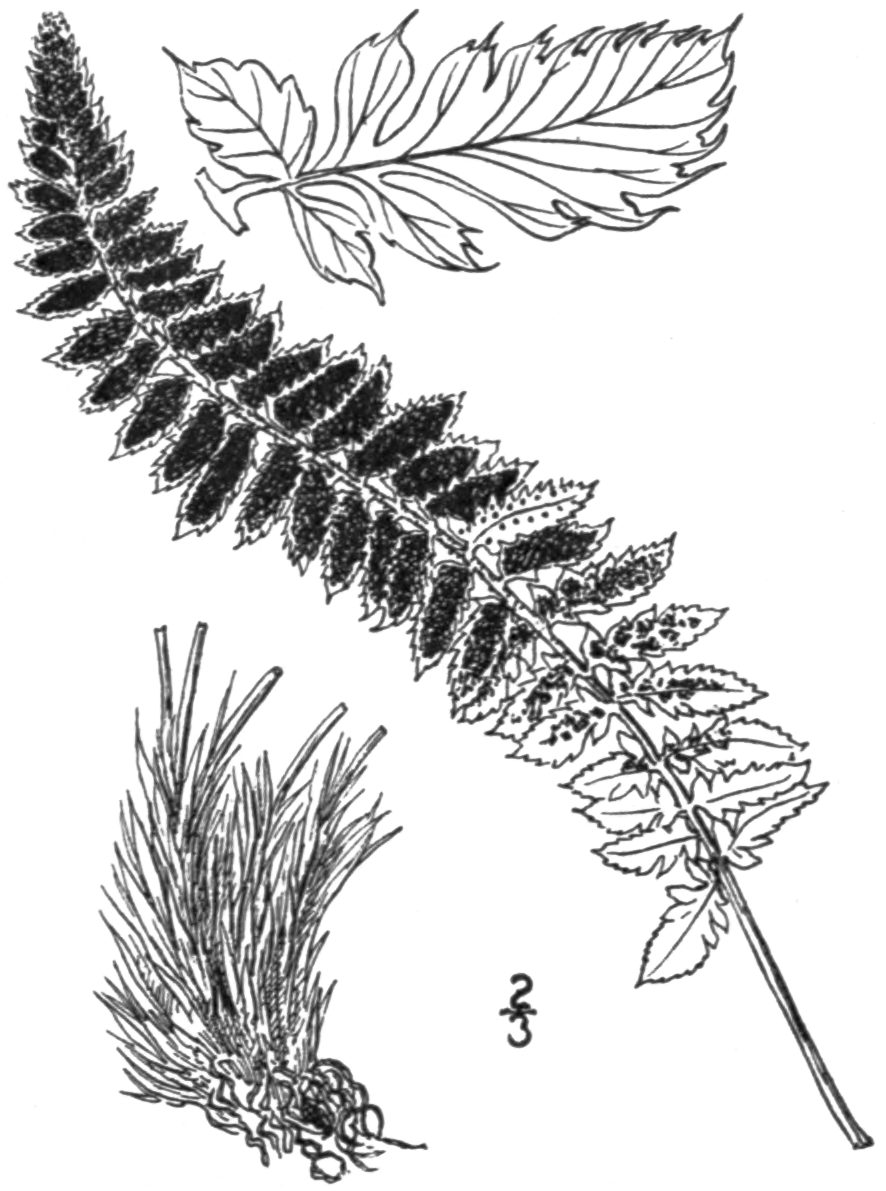